# Bódy László
Bódy László (1928. március 10. –) magyar közgazdász, banktisztségviselő.
1949–1993 között a Magyar Nemzeti Banknál dolgozott, 1975-től főosztályvezető, 1980-tól ügyvezető igazgató, 1987-től elnökhelyettes, illetve (1991-től) alelnök. 1993-98 között az Inter-Európa Bank igazgatósági tagja, illetve (1994-től) elnöke.
Bódy László a Magyar Numizmatikai Társulat és a Magyar Közgazdasági Társaság tagja.
Aláírása szerepel az 1992-ben kiadott, majd 1998-ig forgalomban lévő 200 forintos pénzérmék hátoldalán, erről részletek A magyar forint pénzérméi cikkben.